# ISO 4162
ISO 4162 er en ISO-standard for Flangebolt.
En bolt ISO 4162 er en af de mest brugte bolte inden for befæstelse området.
| Gevind             | M5   | M6   | M8   | M10  | M12  | M14  | M16  | M20  |  |
| ------------------ | ---- | ---- | ---- | ---- | ---- | ---- | ---- | ---- |  |
|                    |      |      |      |      |      |      |      |      |  |
| Gevindstigning     | 0,8  | 1    | 1,25 | 1,5  | 1,75 | 2    | 2    | 2,5  |  |
| Nøglevidde S:      | 8    | 10   | 13   | 15   | 16   | 18   | 21   | 27   |  |
| Hovedhøjde k:      | 5,4  | 6,6  | 8,1  | 9,2  | 11,5 | 12,8 | 14,4 | 17,1 |  |
| Flangediameter Dc: | 11,8 | 14,2 | 18   | 22,3 | 26,6 | 30,5 | 35   | 43   |  |
| l ≤ 125 mm         | 16   | 18   | 22   | 26   | 30   | 34   | 38   | 46   |  |
| l > 125 mm ≤200 mm | -    | -    | 28   | 32   | 36   | 40   | 44   | 52   |  |
| l < 200 mm         | -    | -    | -    | -    | -    | -    | 57   | 65   |  |